# Haliclona sonorensis
Haliclona sonorensis är en svampdjursart som beskrevs av Cruz-Barraza och Carballo 2006. Haliclona sonorensis ingår i släktet Haliclona och familjen Chalinidae. Inga underarter finns listade i Catalogue of Life.